# 異鱗叫姑魚
異鱗叫姑魚為輻鰭魚綱鱸形目鱸亞目石首魚科的其中一種，分布印度太平洋區，包括印尼、新加坡、馬來西亞海域，體長可達15公分，棲息在沿海海域，可做為食用魚。